# Tetrastylidium peruvianum
Tetrastylidium peruvianum là một loài thực vật có hoa trong họ Olacaceae. Loài này được Sleumer miêu tả khoa học đầu tiên năm 1984.